# Chthonerpeton onorei
Chthonerpeton onorei é uma espécie de anfíbio da família Typhlonectidae. É endémica do Equador, sendo conhecida apenas a partir de dois exemplares recolhidos na  Reserva Ecológica Cayambe-Coca, província de Napo, presumindo-se que tenha uma distribuição mais alargada.